# Kleinbodungen
Kleinbodungen est une ancienne commune rurale allemande de l'arrondissement de Nordhausen, dans le Land de Thuringe, et qui fait partie de la commune de Bleicherode.  

## Géographie
Kleinbodungen se trouve à environ 6 kilomètres de la ville de Bleicherode dans la vallée de la Bode. La commune se trouve à la limite ouest de l'arrondissement de Nordhausen.

## Histoire
La forteresse Lohra, rattachée au comté d'Hohnstein et située sur le territoire de Kleinbodungen, est mentionnée pour la première fois en 1370. En 1573 on compte 45 familles. Au début du 20e siècle on met en exploitation des mines de potasse au sud du village qui sont fermées durant la grande dépression en 1932. Durant la Seconde Guerre mondiale, un atelier de réparations de missiles V2, partie prenante du Mittelbau, est installée dans d'anciens locaux de stockage de la potasse. Un camp de concentration regroupant 620 détenus est créé à proximité pour servir de réservoir de main d’œuvre. A la fin de la Seconde Guerre mondiale, les mines de potasse sont rouvertes. La concurrence internationale et l'épuisement des gisements entraînent leur fermeture au début des années 1990.